# Аит Бен Хадоу
Аит Бен Хадоу (бер. ⴰⵢⵜ ⴱⴻⵏⵃⴰⴷⴷⵓ; арап. آيت بن حدّو) је ксар, утврђени град, на некадашњем караванском путу између Сахаре и Маракеша, у данашњем Мароку. Већина становништва данас не живи у тврђави, већ у модерном насељу са друге стране реке. Због своје архитектуре која подсећа на древне градове, тврђава је популарна туристичка дестинација у којој су снимљени бројни популарни филмови и серије.
Аит Бен Хадоу је прави пример казбе, насеља са цитаделом. Такође, представља сјајан пример мароканске пешчане архитектуре, због чега је 1987. уписан у Унесков Списак места Светске баштине у Африци.

## Историја
Локација ксара је била утврђена од 11. века током алморавидског периода. Верује се да ниједна од садашњих зграда није настала пре 17. века, али су вероватно грађене истим методама и дизајном као што су коришћене вековима раније. Стратешки значај овог локалитета је био због његове локације у долини Аунила дуж једног од главних транссахарских трговачких путева. Превој Тизи н'Тичка, до којег се долазило овим путем, био је један од ретких путева преко планине Атлас, прелазећи између Маракеша и долине реке Дра на ивици Сахаре. Друге казбе и ксарови су се налазиле дуж ове руте, као што је оближњи Тамда на северу.
Данас је сам ксар само ретко насељен са неколико породица. Депопулација током времена је резултат губитка стратешког значаја долине у 20. веку. Већина локалног становништва данас живи у модерним становима у селу са друге стране реке, и живи од пољопривреде, а посебно од туризма. Године 2011, завршен је нови пешачки мост који повезује стари ксар са модерним селом, са циљем да се Ксар учини приступачнијим и да потенцијално подстакне становнике да се врате у своје историјске куће.

## Опис
Тврђава је саграђена од збијене земље и глинене опеке на узвишењу изнад оазе. Његова првобитна градња била је старија од исламизације долине Џебел 757. године, али најстарија грађевина у данашњем Аит Бен Хадоуу води порекло из 17. века. Грађевина је веома разнолика, а већином су то велике куће скупљене око квадратних дворшита, док 4 висока торња на угловима, чине цитаделу. Око тврђаве налазе се одбрамбене зидине са украшеним торњевима и цик-цак постављеним вратима. Јединствена одбрамбена одлика Аит Бен Хадоуа су поткровља кућа, која су била повезана и служила су као последњи бастион у случају опсаде.

### Изглед сајта
Ксар се налази на падинама брда поред реке Аунила (Асиф Аунила). Зграде у насељу су груписане унутар одбрамбеног зида који укључује угаоне куле и капију.] Оне обухватају станове различитих величина, од скромних кућа до високих грађевина са кулама. Неки од објеката су у горњем делу украшени геометријским мотивима. Насеље такође има бројне јавне или друштвене зграде као што су џамија, караван-сарај, касба (утврђење налик замку) и Марабут Сиди Алија или Амера. На врху брда, са погледом на ксар, налазе се остаци велике утврђене житнице (агадир). Ту је и јавни трг, муслиманско гробље и јеврејско гробље. Изван ксарских зидина налазио се простор где се узгајало и вршило жито.

### Грађевински материјал
Ксарове конструкције су у потпуности направљене од набијене земље, ћерпића, глинених цигли и дрвета. Набијена земља (такође позната као писе, табија или ел-лух) била је веома практичан и исплатив материјал, али је захтевао доследно одржавање. Направљена је од сабијене земље и блата, обично помешаног са другим материјалима да би се помогло пријањању. Структуре Аит Бенхада и других казби и ксарова широм овог региона Марока обично су користиле мешавину земље и сламе, која је била релативно пропусна и лако еродирана кишом током времена. Као резултат тога, насеља овог типа могу почети да се урушавају само неколико деценија након што су напуштена. У Аит Бен Хадоу, више структуре су направљене од набијене земље до њиховог првог спрата, док су горњи спратови направљени од лакшег ћерпића како би се смањило оптерећење зидова.

## Филмови
У Аит Бен Хадоуу снимљени су следећи популарни филмови:
- Содома и Гомора (1963)
- Краљ Едип (1967)
- Човек који је хтео да буде краљ (1975)
- Порука (1976)
- Исус из Назарета (1977)
- Временски бандити (1981)
- Марко поло (1982)
- Драгуљ са Нила (1985)
- Дах смрти (1987)
- Последње Христово искушење (1988)
- Чај у Сахари (1990)
- Кундун (1997)
- Мумија (1999)
- Гладијатор (2000) [12]
- Александар (2004)
- Небеско краљевство (2005)
- Вавилон (2006)
- Ноћ с Краљем (2006)
- Принц Персије: Песак времена (2010)
- Хана (2011)
- Син Божији (2014)
- Краљица пустиње (2015)

Осим наведених филмова у тврђави су снимљене и серије Игра престола и Забрањена љубав.